# Domen Črnigoj
Domen Črnigoj (18 november 1995) is een Sloveens voetballer, die doorgaans speelt als rechtermiddenvelder. Črnigojwerd in augustus 2015 door FC Lugano overgenomen van FC Koper. Črnigoj is sedert maart 2018 Sloveens international.

## Clubcarrière
Črnigoj doorliep de jeugdreeksen van FC Koper en promoveerde in 2012 naar de eerste ploeg. Op 28 juli 2012 maakte hij zijn debuut op het hoogste Sloveense niveau. In de thuiswedstrijd tegen ND Triglav Kranj kwam hij twaalf minuten voor tijd Ivan Brecevic vervangen. Er werd niet gescoord tijdens de wedstrijd. Zijn Europees debuut volgde op 3 juli 2014 in een kwalificatiewedstrijd van de Europa League tegen FK Čelik. In augustus 2015 maakte hij de overstap naar FC Lugano en debuteerde daar op 22 september 2015 in de thuiswedstrijd tegen FC Zürich die op een 0–0 gelijkspel eindigde.

## Clubstatistieken
| Seizoen | Club      | Competitie   | Competitie | Competitie | Beker | Beker | Internationaal | Internationaal | Totaal | Totaal |
| Seizoen | Club      | Competitie   | Wed.       | Dlp.       | Wed.  | Dlp.  | Wed.           | Dlp.           | Wed.   | Dlp.   |
| ------- | --------- | ------------ | ---------- | ---------- | ----- | ----- | -------------- | -------------- | ------ | ------ |
| 2012/13 | FC Koper  | Prva Liga    | 21         | 0          | 2     | 0     | —              | —              | 23     | 0      |
| 2013/14 | FC Koper  | Prva Liga    | 31         | 1          | 0     | 0     | —              | —              | 31     | 1      |
| 2014/15 | FC Koper  | Prva Liga    | 28         | 1          | 6     | 0     | 4              | 0              | 38     | 1      |
| 2015/16 | FC Koper  | Prva Liga    | 7          | 0          | 0     | 0     | 4              | 0              | 11     | 0      |
| 2015/16 | FC Lugano | Super League | 26         | 3          | 4     | 1     | —              | —              | 30     | 4      |
| 2016/17 | FC Lugano | Super League | 30         | 1          | 3     | 0     | —              | —              | 33     | 1      |
| 2017/18 | FC Lugano | Super League | 28         | 1          | 3     | 1     | 3              | 0              | 34     | 3      |
| 2018/19 | FC Lugano | Super League | 26         | 0          | 4     | 2     | —              | —              | 30     | 2      |
| 2019/20 | 1         | 0            | 0          | 0          | —     | —     | 1              | 0              |        |        |
| Totaal  | Totaal    | Totaal       | 199        | 7          | 22    | 4     | 11             | 0              | 232    | 11     |

Bijgewerkt op 9 oktober 2019.

## Interlandcarrière

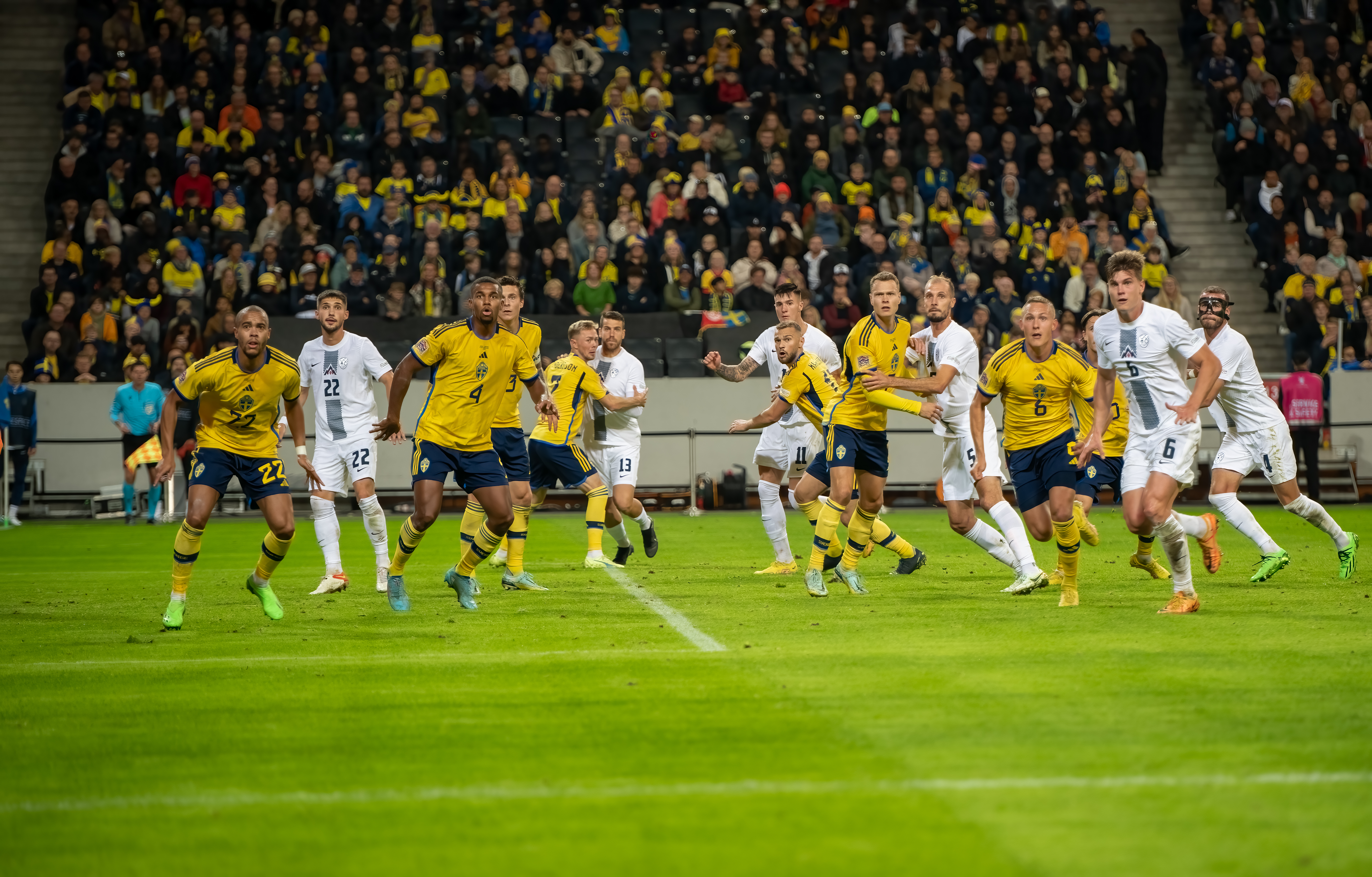
Črnigoj met nummer 13 spelend voor Slovenië tegen Zweden in 2022.

Črnigoj doorliep verschillende nationale jeugdteams. Op 23 maart 2018 maakte hij zijn debuut voor de nationale ploeg. In de uitwedstrijd tegen Oostenrijk mocht hij dertien minuten voor tijd invallen voor Josip Iličić. De wedstrijd werd met 3–0 verloren. Op 10 juni 2019 scoorde hij voor het eerst in de met 0–5 gewonnen wedstrijd tegen Letland. Hij scoorde zowel het eerste als het tweede doelpunt.